# Revelations (album Killing Joke)
Revelations – trzeci z kolei album angielskiego zespołu Killing Joke. Utwory "Empire Song" oraz "Chop-Chop" z tej płyty zostały wydane jako single. "Empire Song" został nawet wykonany w znanej audycji telewizyjnej Top of the Pops (zgodnie z formą programu, skorzystano z playbacku), ale odbyło się to bez wokalisty Jaza Colemana, który właśnie wyjechał na Islandię. Album został odnowiony i wydany ponownie z utworem bonusowym w 2005 roku przez EMI.

## Lista utworów
Wszystkie utwory autorstwa Killing Joke.
1. "The Hum" – 4:58
2. "Empire Song" – 3:19
3. "We Have Joy" – 2:56
4. "Chop-Chop" – 4:19
5. "The Pandys Are Coming" – 4:27
6. "Chapter III" – 3:13
7. "Have a Nice Day" – 3:13
8. "Land of Milk and Honey" – 2:38
9. "Good Samaritan" – 3:28
10. "Dregs" – 4:57
11. "We Have Joy" (Alternate mix)* – 4:21

(*) Utwór bonusowy na odnowionym wydaniu (EMI, 2005).

## Skład zespołu
- Jaz Coleman - śpiew, syntezatory
- Kevin "Geordie" Walker - gitara
- Martin "Youth" Glover - gitara basowa
- Paul Ferguson - perkusja, śpiew